# Trichocerca lophoessa
Trichocerca lophoessa är en hjuldjursart som först beskrevs av Gosse 1886.  Trichocerca lophoessa ingår i släktet Trichocerca och familjen Trichocercidae. Inga underarter finns listade i Catalogue of Life.